# Omo Tuwe
Omo Tuwe ist ein Reisgericht, das im westafrikanischen Ghana sehr verbreitet ist. Die Rezeptur unterscheidet sich von der für Joloffreis.
Die Reisspezialität Omo Tuwe stammt aus dem Norden Ghanas, ist aber landesweit sehr beliebt. Sie besteht aus Reisbällchen und einer Gemüsesuppe, oft garniert mit Eiern. Die Suppe wird von Haus zu Haus mit verschiedenen Kräutern und Zutaten geschmacklich variiert. Während Omo Tuwe im Norden traditionell abends gegessen wird, bevorzugen sie Südghanaer zum Frühstück.